# Айнабулак (Жетысуская область)
Айнабулак (каз. Айнабұлақ) — станция (населенный пункт) в Коксуском районе Жетысуской области Казахстана. Административный центр Айнабулакского сельского округа. Код КАТО — 194833100.

## География
Находится примерно в 36 км к юго-западу от села Балпык-Би. Рядом проходит автодорога A-3 (Алма-Ата — Усть-Каменогорск).

## История
Станция Айнабулак — место смычки Турксиба. До смычки носило наименование Огыз-Корган.

## Население
В 1999 году население станции составляло 812 человек (401 мужчина и 411 женщин). По данным переписи 2009 года в населённом пункте проживали 754 человека (353 мужчины и 401 женщина).